# Гайенхофен
Гайнхофен (нем. Gaienhofen) — община в Германии, в земле Баден-Вюртемберг. 
Подчиняется административному округу Фрайбург. Входит в состав района Констанц.  Население составляет 3238 человек (на 31 декабря 2010 года). Занимает площадь 12,55 км².

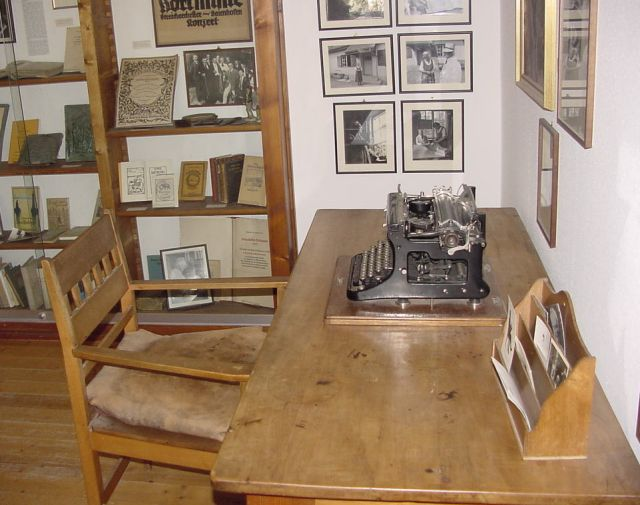
Дом-музей Германа Гессе в Гайнхофене